# Kalinino (Kaliningrad)
Kalinino (russisch Кали́нино, deutsch bis 1938 Mehlkehmen, 1938–1945 Birkenmühle) ist eine Siedlung in der russischen Oblast Kaliningrad. Sie gehört zur kommunalen Selbstverwaltungseinheit Stadtkreis Nesterow im Rajon Nesterow.

## Geographische Lage
Kalinino liegt in Ostpreußen im Nordosten der Rominter Heide am linken Ufer der Pissa etwa zehn Kilometer östlich von Tschistyje Prudy (Tollmingkehmen/Tollmingen).
Durch den Ort führt aus nordwestlicher Richtung die Kommunalstraße 27K-074. Vom etwa 10 Kilometer nordöstlich gelegenen Newskoje (Pillupönen/Schloßbach) ist der Ort über die unwegsame Kommunalstraße 27K-091 zu erreichen.
Bis 1945 war Mehlkehmen (Birkenmühle) Bahnstation an der Bahnstrecke Gumbinnen–Goldap.

## Ortsname
Im Jahre 1539 gibt es die Namensform Mylkeym, 1564 ist Milkiem überliefert. Der baltische Name weist auf die Verbreitung von Blaubeeren oder Blaufärbe-Kräutern hin.

## Geschichte
Mehlkehmen gehörte von 1818 bis 1841 zum Landkreis Goldap, danach bis 1945 zum Landkreis Stallupönen (1938–1945 Landkreis Ebenrode) im Regierungsbezirk Gumbinnen in der preußischen Provinz Ostpreußen. Am 24. Juni 1874 wurde aus den Landgemeinden Klein Lengmeschken, Mehlkehmen, Messeden und Sobeitschen der Amtsbezirken Mehlkehmen gebildet.
Die drei Gemeinden wurden zum 1. Oktober 1937 in die Gemeinde Mehlkehmen eingemeindet, so dass der Amtsbezirk Mehlkehmen nur noch aus der Gemeinde Mehlkehmen bestand. In der Zeit von 1938 bis 1945 trug der Ort den germanisierten Namen Birkenmühle, der Amtsbezirk wurde entsprechend umbenannt. 
Im September 1914 kämpften deutsche und russische Truppen um das Dorf. Es hatte 1885 711 Einwohner, 1910 670 und 1939 1.075 Bewohner. 
Seit 1947 trägt der Ort den Namen Kalinino, der in Russland häufiger vorkommt. Gleichzeitig wurde Kalinino Sitz eines Dorfsowjets im Rajon Nesterow. Von 2008 bis 2018 gehörte Kalinino zur Landgemeinde Tschistoprudnenskoje selskoje posselenije und seither zum Stadtkreis Nesterow.

### Kalininski selski Sowet/okrug 1947–2008
Der Dorfsowjet Kalininski selski Sowet (ru. Калининский сельский Совет) wurde im Juni 1947 eingerichtet. Als Folge der vor Ort erfolgten Verlegung des Sitzes des Tschistoprudnenski selski Sowet von Nassawen nach Tollmingkehmen/Tollmingen nahm der Kalininski selski Sowet die Südost-Ecke 
des Rajons Nesterow (und damit der Oblast Kaliningrad) ein. Im Jahr 1954 wurde der Repinski selski Sowet an den Kalininski selski Sowet angeschlossen. Bei diesem Dorfsowjet war es vor Ort zu einer Vertauschung des russischen Erlass-Namens mit dem Tschkalowski selski Sowet gekommen. Nach dem Zerfall der Sowjetunion bestand die Verwaltungseinheit als Dorfbezirk Kalininski selski okrug (ru. Калининский сельский округ). Im Jahr 2008 wurden die verbliebenen Orte des Dorfbezirks in die neu gebildete Landgemeinde Tschistoprudnenskoje selskoje posselenije eingegliedert.
| Ortsname                             | Name bis 1947/50                                  | Bemerkungen |
| ------------------------------------ | ------------------------------------------------- | --- |
| Andrejewka (Андреевка)               | Klein Schwentischken, 1938–1945: Kleinschanzenort | Der Ort wurde 1947 umbenannt und vor 1975 an den Ort Pugatschowo angeschlossen.                                                                |
| Borowikowo (Боровиково)              | Szinkuhnen/Schinkuhnen, 1938–1945: Schenkenhagen  | Der Ort wurde 1947 umbenannt. |
| Gontscharowka (Гончаровка)           | Girnischken, 1938–1945: Lichtentann               | Der Ort wurde 1947 umbenannt und vor 1975 verlassen.                                                                                           |
| Iljinka (Ильинка)                    | Disselwethen, 1938–1945: Disselberg               | Der Ort wurde 1950 umbenannt und gehörte zunächst zum Dorfsowjet Repinski. Er wurde vor 1975 verlassen.                                        |
| Iljinskoje (Ильинское)               | Kassuben                                          | Der Ort wurde 1947 umbenannt und gehörte zunächst zum Dorfsowjet Repinski.                                                                     |
| Jakowlewka (Яковлевка)               | Pellkawen, 1938–1945: Pellkauen                   | Der Ort wurde 1947 umbenannt und vor 1988 verlassen.                                                                                           |
| Jaroslawka (Яковлевка)               | ?                                                 | Der Ort wurde 1947 umbenannt. Als deutscher Ort wurde Лескенен (Leskenen) angegeben. Falls der Ort existiert hat, wurde er vor 1975 verlassen. |
| Jemeljanowka (Емельяновка)           | Schackummen, 1938–1945: Eichkamp                  | Der Ort wurde 1950 umbenannt, war zunächst in den Dorfsowjet Tschistoprudenski eingeordnet. Er wurde vor 1988 verlassen.                       |
| Kalinino (Калинино)                  | Mehlkehmen, 1938–1945: Birkenmühle                | Verwaltungssitz |
| Lessistoje (Лесистое)                | Nassawen                                          | Der Ort wurde 1947 umbenannt. |
| Majak (Маяк)                         | Dobauen                                           | Der Ort wurde 1947 umbenannt und vor 1975 verlassen.                                                                                           |
| Malo-Sadoroschnoje (Мало-Задорожное) | Germingkehmen, 1938–1945: Germingen               | Der Ort wurde 1947 umbenannt und gehörte zunächst zum Dorfsowjet Repinski. Er wurde vor 1975 verlassen.                                        |
| Priosjornoje (Приозёрное)            | Groß Kallweitschen, 1938–1945: Kornberg           | Der Ort wurde 1947 umbenannt und vor 1975 verlassen.                                                                                           |
| Pugatschowo (Пугачёво)               | Groß Schwentischken, 1938–1945: Schanzenort       | Der Ort wurde 1947 umbenannt. |
| Repino (Репино)                      | Egglenischken, 1938–1945: Tannenmühl              | Der Ort wurde 1947 umbenannt und war zunächst Verwaltungssitz des Dorfsowjets Repinski. Er wurde vor 1988 verlassen.                           |
| Rybino (Рыбино)                      | Wyszupönen/Wischupönen, 1938–1945: Kaltensee      | Der Ort wurde 1947 umbenannt und vor 1975 verlassen.                                                                                           |
| Sadoroschnoje (Задорожное)           | Girnuhnen, 1938–1945: Rehbusch                    | Der Ort wurde 1947 umbenannt und gehörte zunächst zum Dorfsowjet Repinski. Er wurde 1997 aus dem Ortsregister gestrichen.                      |
| Saretschnoje (Заречное)              | Groß Lengmeschken, 1938–1945: Lengen              | Der Ort wurde 1947 umbenannt und gehörte zunächst zum Dorfsowjet Repinski. Er wurde vor 1975 verlassen.                                        |
| Schachtnoje (Шахтное)                | Groß Grigalischken, 1938–1945: Ellerbach          | Der Ort wurde 1950 umbenannt und vor 1975 verlassen.                                                                                           |
| Snamenka (Знаменка)                  | Leegen                                            | Der Ort wurde 1947 umbenannt und gehörte zunächst zum Dorfsowjet Repinski.                                                                     |
| Uwarowo (Уварово)                    | Ribbenischken, 1938–1945: Ribbenau                | Der Ort wurde 1950 umbenannt. |
| Wojkowo (Войково)                    | Kajutkehmen, 1938–1945: Dürrfelde                 | Der Ort wurde 1950 umbenannt und vor 1975 verlassen.                                                                                           |

Der im Jahr 1947 umbenannte Ort Lukjanowka (Dumbeln), der zunächst ebenfalls in den Kaliniski selski Sowet eingeordnet worden war, kam dann (vor 1975) aber zum Pokryschkinski selski Sowet.
Einen russischen Namen, nämlich Saslonowo (Заслоново), bekam auch der Ort Szittkehmen/Wehrkirchen, der allerdings als Żytkiejmy zu Polen kam.

## Kirche

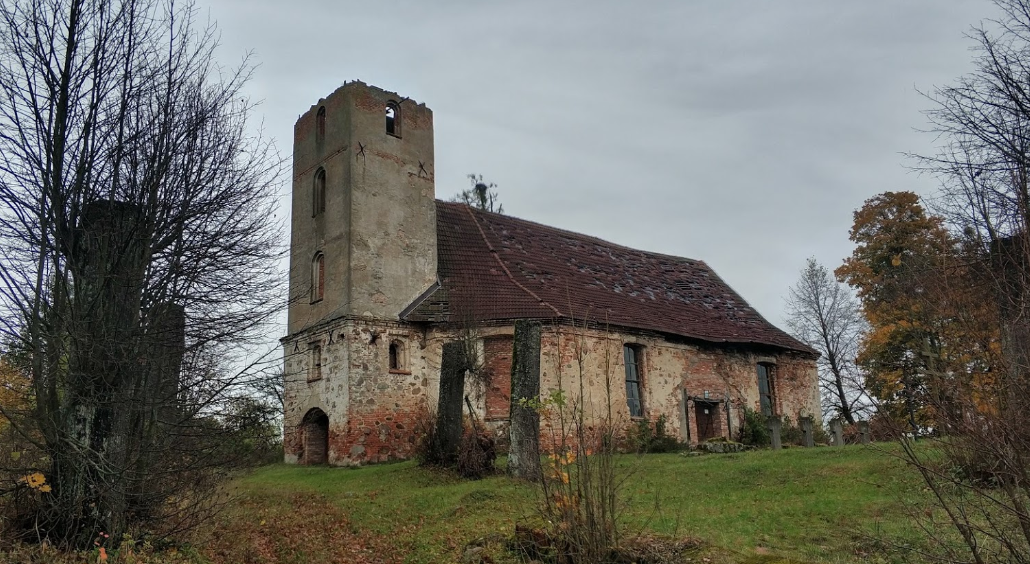
Kirche

### Kirchengebäude
Die Kirche von 1603, in der jetzigen Form 1699 bis 1706 entstanden, befindet sich in einem fortgeschrittenen Verfall. Den Zweiten Weltkrieg überstand sie unversehrt. In der Sowjetunion machte man sie zur Lagerhalle für landwirtschaftliche Geräte. Dazu vermauerte man die Fenster und deckte das Dach mit Asbestzementziegeln. Im Turm wurde ein Wasserdruckspeicher installiert.
Im Jahre 1996 wurde das Gebäude der Russisch-Orthodoxen Kirche übereignet. Deren Plan, die Kirche instand zu setzen, ist noch nicht verwirklicht.

### Kirchengemeinde
In Mehlkehmen/Birkenmühle lebte vor 1945 eine überwiegend evangelische Bevölkerung. Das Kirchspiel Mehlkehmen wurde im Jahre 1692 von Pillupönen (1938–1946 Schloßbach, heute russisch: Newskoje) losgelöst und verselbständigt. Mit Mehlkehmen verbunden war Kassuben (Iljinskoje), das ab 1897 ein eigener Pfarrsitz wurde.
Mehlkehmen gehörte bis 1945 zum Kirchenkreis Stallupönen (1938–1946 Ebenrode, heute russisch: Nesterow) in der Kirchenprovinz Ostpreußen der evangelischen Kirche der Altpreußischen Union.
Nach 1945 kam das kirchliche Leben der evangelischen Gemeinde in Kalinino vollständig zum Erliegen. In den 1990er Jahren bildete sich aufgrund der Neuansiedlung von Russlanddeutschen eine neue evangelische Gruppe, die heute eine Gemeinde in der evangelisch-lutherischen Propstei Kaliningrad in der Evangelisch-Lutherischen Kirche Europäisches Russland (ELKER) ist. Das zuständige Pfarramt ist in Gussew (Gumbinnen) und wird von zwei Geistlichen der dortigen Salzburger Kirche versehen.

### Pfarrer 1692–1945
| - Johann Behrend, 1692–1708 - Johann Christoph Möhlenfeldt, 1708–1710 - Gabriel Engel, 1710–1711 - Georg Friedrich Pusch, 1711–1717 - Georg Adam Meisner, 1718–1725 - Johann Friedrich Funck, 1726–1727 - Georg Jacob Großjohann, 1727–1728 - Samuel Schöneich, 1729–1730 - Johann Christoph Pohl, 1731–1735 - Peter Gottlieb Mielcke, 1735–1753 - Theodor Gabriel Mielke, 1753–1755 - Georg Wilhelm Gazali, 1756–1759 - Gottlieb Funck, 1759–1776 | - Daniel Friedrich Mielke, 1776–1788 - Johann Friedrich Rosenbaum, 1789–1792 - Albrecht Georg Settegast, 1792–1832 - Julius Stolzenberg, 1829–1832 - Johann Georg W. Schröder, 1832–1848 - Friedrich Otto Arnoldt, 1850–1869 - Karl Ludwig Kadau, 1870–1885 - Georg Eugen Peter J. Henkys, 1886–1897 - Martrin G. Erich Steinwender, 1895–1899 - Traugott O. Gustav Getzuhn, 1899–1920 - Max Friedrich Wilhelm Metschulat, 1920–1935 - Eberhard Michelson, 1936–1938 - Peter von Freyhold, 1937–1945 |